# أليستر ماكوين
أليستر ماكوين هو منافس ألعاب قوى كندي، ولد في 19 يونيو 1991.

## روابط خارجية
- أليستر ماكوين على موقع Paralympic.org (الإنجليزية)
- أليستر ماكوين على موقع اللجنة البارالمبية الكندية (الإنجليزية)